# Ujvári Imre
Ujvári Imre (névváltozat: Újvári, Szeged, 1902. február 13. – Budapest, 1962. február 25.) magyar újságíró, kritikus. Újvári Péter fia, Újvári László testvére.

## Élete
Újvári Péter és Frank Janka fia. 1919-ben a kommunista diákmozgalomba bekapcsolódott. 1920-ban emigrált édesapjával és testvéreivel együtt. Előbb Erdélyben, majd Pozsonyban, 1924 és 1927 között pedig Párizsban élt. 1927-ben hazatért Budapestre. Írásait folyóiratok (Társadalmi Szemle, Gondolat stb.) és az erdélyi Korunk című lap közölték. 1945 után a Szabad Népnél, a Szabadságnál, illetve a Magyar Nemzetnél dolgozott. 1950-től 1952-ig rovatvezetője volt a Színház és Mozi című lapnak, számos filmkritikát írt. 1957-től dolgozott az Újságíró Szövetségben.
Házastársa Henn Valéria volt, akivel 1954-ben kötött házasságot.